# 2015-ös WEC Spái 6 órás verseny
| Pályarajz | Pályarajz                  | Pályarajz                                     |
| --------- | -------------------------- | --------------------------------------------- |
|           |                            |                                               |
| Győztesek |                            |                                               |
| Kategória | Csapat                     | Versenyzők                                    |
| LMP1      | #7 Audi Sport Team Joest   | André Lotterer Marcel Fässler Benoît Tréluyer |
| LMP2      | #38 Jota Sport             | Simon Dolan Harry Tincknell Mitch Evans       |
| LMGTE Pro | #99 Aston Martin Racing V8 | Fernando Rees Alex MacDowall Richie Stanaway  |
| LMGTE Am  | #98 Aston Martin Racing    | Paul Dalla Lana Pedro Lamy Mathias Lauda      |

A 2015-ös WEC Spái 6 órás verseny a Hosszútávú-világbajnokság 2015-ös szezonjának második futama volt, amelyet április 30. és május 2. között tartottak meg a Circuit de Spa-Francorchamps versenypályán. A fordulót André Lotterer, Marcel Fässler és Benoît Tréluyer triója nyerte meg, akik a hibridhajtású Audi Sport Team Joest csapatának versenyautóját vezették.

## Időmérő
A kategóriák leggyorsabb versenyzői vastaggal vannak kiemelve.
| Poz. | Kategória | Csapat                        | Átlagidő   | Különbség | Rajthely   |
| ---- | --------- | ----------------------------- | ---------- | --------- | ---------- |
| 1.   | LMP1      | #17 Porsche Team              | 1:54,767   |           | 1          |
| 2.   | LMP1      | #19 Porsche Team              | 1:55,025   | +0,258    | 2          |
| 3.   | LMP1      | #18 Porsche Team              | 1:55,284   | +0,517    | 3          |
| 4.   | LMP1      | #7 Audi Sport Team Joest      | 1:55,540   | +0,773    | 4          |
| 5.   | LMP1      | #8 Audi Sport Team Joest      | 1:56,541   | +1,774    | 5          |
| 6.   | LMP1      | #1 Toyota Racing              | 1:57,487   | +2,720    | 6          |
| 7.   | LMP1      | #2 Toyota Racing              | 1:57,929   | +3,162    | 7          |
| 8.   | LMP1      | #9 Audi Sport Team Joest      | 1:58,000   | +3,233    | 8          |
| 9.   | LMP1      | #4 Team ByKolles              | 2:07,286   | +12,519   | 9          |
| 10.  | LMP2      | #26 G-Drive Racing            | 2:07,761   | +12,994   | 10         |
| 11.  | LMP2      | #43 Team SARD Morand          | 2:08,055   | +13,288   | 11         |
| 12.  | LMP2      | #28 G-Drive Racing            | 2:08,258   | +13,491   | 12         |
| 13.  | LMP2      | #38 Jota Sport                | 2:08,329   | +13,562   | 13         |
| 14.  | LMP2      | #36 Signatech Alpine          | 2:08,901   | +14,134   | 14         |
| 15.  | LMP2      | #30 Extreme Speed Motorsports | 2:09,989   | +15,222   | 15         |
| 16.  | LMP2      | #42 Strakka Racing            | 2:11,655   | +16,888   | 16         |
| 17.  | LMP2      | #31 Extreme Speed Motorsports | 2:16,721   | +21,954   | 17         |
| 18.  | LMGTE Pro | #99 Aston Martin Racing V8    | 2:16,840   | +22,074   | 18         |
| 19.  | LMGTE Pro | #51 AF Corse                  | 2:16,910   | +22,143   | 19         |
| 20.  | LMGTE Pro | #97 Aston Martin Racing       | 2:17,231   | +22,464   | 20         |
| 21.  | LMGTE Pro | #71 AF Corse                  | 2:17,526   | +22,759   | 21         |
| 22.  | LMGTE Pro | #95 Aston Martin Racing       | 2:17,757   | +22,990   | 22         |
| 23.  | LMGTE Pro | #91 Porsche Team Manthey      | 2:18,025   | +23,258   | 23         |
| 24.  | LMGTE Pro | #92 Porsche Team Manthey      | 2:18,038   | +23,271   | 24         |
| 25.  | LMP2      | #35 OAK Racing                | 2:18,487   | +23,720   | 25         |
| 26.  | LMGTE Am  | #98 Aston Martin Racing       | 2:19,578   | +24,811   | 26         |
| 27.  | LMGTE Am  | #50 Larbre Compétition        | 2:20,694   | +25,927   | 27         |
| 28.  | LMGTE Am  | #88 Abu Dhabi-Proton Racing   | 2:21,142   | +26,665   | 28         |
| 29.  | LMGTE Am  | #55 AF Corse                  | 2:21,893   | +27,126   | 29         |
| 30.  | LMGTE Am  | #83 AF Corse                  | 2:21,958   | +27,191   | 30         |
| 31.  | LMGTE Am  | #72 SMP Racing                | 2:22,909   | +28,142   | 31         |
| 32.  | LMGTE Am  | #77 Dempsey Racing-Proton     | 2:23,303   | +28,536   | 32         |
| 33.  | LMGTE Am  | #96 Aston Martin Racing       | 2:24,519   | +29,752   | 33         |
| –    | LMP2      | #47 KCMG                      | idő nélkül | –         | Boxutca[a] |

Megjegyzés:
- ↑ a:  – Technikai szabálytalanság miatt #47-es KCMG egységének köridejeit törölték és a versenyt a boxutcából kellett megkezdenie.[4][5]

## Verseny
A résztvevőknek legalább a versenytáv 70%-át (123 kört) teljesíteniük kellett ahhoz, hogy az elért eredményüket értékeljék. A kategóriák leggyorsabb versenyzői vastaggal vannak kiemelve.
| Helyezés | Kategória | #  | Csapat                    | Versenyzők                                            | Kasztni                        | Gumi | Kör | Idő/Hátrány/Kiesés |
| Helyezés | Kategória | #  | Csapat                    | Versenyzők                                            | Motor                          | Gumi | Kör | Idő/Hátrány/Kiesés |
| -------- | --------- | -- | ------------------------- | ----------------------------------------------------- | ------------------------------ | ---- | --- | ------------------ |
| 1.       | LMP1      | 7  | Audi Sport Team Joest     | André Lotterer Marcel Fässler Benoît Tréluyer         | Audi R18 e-tron quattro        | M    | 176 | 06:01:08,896       |
| 1.       | LMP1      | 7  | Audi Sport Team Joest     | André Lotterer Marcel Fässler Benoît Tréluyer         | Audi TDI 4.0 L Turbo Diesel V6 | M    | 176 | 06:01:08,896       |
| 2.       | LMP1      | 18 | Porsche Team              | Marc Lieb Romain Dumas Neel Jani                      | Porsche 919 Hybrid             | M    | 176 | +13,424            |
| 2.       | LMP1      | 18 | Porsche Team              | Marc Lieb Romain Dumas Neel Jani                      | Porsche 2.0 L Turbo V4         | M    | 176 | +13,424            |
| 3.       | LMP1      | 17 | Porsche Team              | Timo Bernhard Brendon Hartley Mark Webber             | Porsche 919 Hybrid             | M    | 175 | +1 kör             |
| 3.       | LMP1      | 17 | Porsche Team              | Timo Bernhard Brendon Hartley Mark Webber             | Porsche 2.0 L Turbo V4         | M    | 175 | +1 kör             |
| 4.       | LMP1      | 9  | Audi Sport Team Joest     | Marco Bonanomi Filipe Albuquerque René Rast           | Audi R18 e-tron quattro        | M    | 174 | +2 kör             |
| 4.       | LMP1      | 9  | Audi Sport Team Joest     | Marco Bonanomi Filipe Albuquerque René Rast           | Audi TDI 4.0 L Turbo Diesel V6 | M    | 174 | +2 kör             |
| 5.       | LMP1      | 2  | Toyota Racing             | Alexander Wurz Stéphane Sarrazin Mike Conway          | Toyota TS040 Hybrid            | M    | 173 | +3 kör             |
| 5.       | LMP1      | 2  | Toyota Racing             | Alexander Wurz Stéphane Sarrazin Mike Conway          | Toyota 3.7 L V8                | M    | 173 | +3 kör             |
| 6.       | LMP1      | 19 | Porsche Team              | Nico Hülkenberg Earl Bamber Nick Tandy                | Porsche 919 Hybrid             | M    | 173 | +3 kör             |
| 6.       | LMP1      | 19 | Porsche Team              | Nico Hülkenberg Earl Bamber Nick Tandy                | Porsche 2.0 L Turbo V4         | M    | 173 | +3 kör             |
| 7.       | LMP1      | 8  | Audi Sport Team Joest     | Loïc Duval Lucas di Grassi Oliver Jarvis              | Audi R18 e-tron quattro        | M    | 168 | +8 kör             |
| 7.       | LMP1      | 8  | Audi Sport Team Joest     | Loïc Duval Lucas di Grassi Oliver Jarvis              | Audi TDI 4.0 L Turbo Diesel V6 | M    | 168 | +8 kör             |
| 8.       | LMP1      | 1  | Toyota Racing             | Anthony Davidson Sébastien Buemi                      | Toyota TS040 Hybrid            | M    | 162 | +14 kör            |
| 8.       | LMP1      | 1  | Toyota Racing             | Anthony Davidson Sébastien Buemi                      | Toyota 3.7 L V8                | M    | 162 | +14 kör            |
| 9.       | LMP2      | 38 | Jota Sport                | Simon Dolan Harry Tincknell Mitch Evans               | Gibson 015S                    | D    | 161 | +15 kör            |
| 9.       | LMP2      | 38 | Jota Sport                | Simon Dolan Harry Tincknell Mitch Evans               | Nissan VK45DE 4.5 L V8         | D    | 161 | +15 kör            |
| 10.      | LMP2      | 28 | G-Drive Racing            | Gustavo Yacamán Ricardo González Pipo Derani          | Ligier JS P2                   | D    | 160 | +16 kör            |
| 10.      | LMP2      | 28 | G-Drive Racing            | Gustavo Yacamán Ricardo González Pipo Derani          | Nissan VK45DE 4.5 L V8         | D    | 160 | +16 kör            |
| 11.      | LMP2      | 43 | Team SARD Morand          | Oliver Webb Pierre Ragues Zoël Amberg                 | Morgan LMP2 Evo                | D    | 159 | +17 kör            |
| 11.      | LMP2      | 43 | Team SARD Morand          | Oliver Webb Pierre Ragues Zoël Amberg                 | SARD 3.6 L V8                  | D    | 159 | +17 kör            |
| 12.      | LMP2      | 47 | KCMG                      | Matthew Howson Richard Bradley Nicolas Lapierre       | Oreca 05                       | D    | 159 | +17 kör            |
| 12.      | LMP2      | 47 | KCMG                      | Matthew Howson Richard Bradley Nicolas Lapierre       | Nissan VK45DE 4.5 L V8         | D    | 159 | +17 kör            |
| 13.      | LMP2      | 36 | Signatech Alpine          | Nelson Panciatici Paul-Loup Chatin Vincent Capillaire | Alpine A450b                   | D    | 159 | +17 kör            |
| 13.      | LMP2      | 36 | Signatech Alpine          | Nelson Panciatici Paul-Loup Chatin Vincent Capillaire | Nissan VK45DE 4.5 L V8         | D    | 159 | +17 kör            |
| 14.      | LMP2      | 42 | Strakka Racing            | Nick Leventis Jonny Kane Danny Watts                  | Strakka Dome S103              | M    | 156 | +20 kör            |
| 14.      | LMP2      | 42 | Strakka Racing            | Nick Leventis Jonny Kane Danny Watts                  | Nissan VK45DE 4.5 L V8         | M    | 156 | +20 kör            |
| 15.      | LMP2      | 35 | OAK Racing                | Jacques Nicolet Jean-Marc Merlin Erik Maris           | Ligier JS P2                   | D    | 152 | +24 kör            |
| 15.      | LMP2      | 35 | OAK Racing                | Jacques Nicolet Jean-Marc Merlin Erik Maris           | Nissan VK45DE 4.5 L V8         | D    | 152 | +24 kör            |
| 16.      | LMGTE Pro | 99 | Aston Martin Racing V8    | Fernando Rees Alex MacDowall Richie Stanaway          | Aston Martin V8 Vantage GTE    | M    | 151 | +25 kör            |
| 16.      | LMGTE Pro | 99 | Aston Martin Racing V8    | Fernando Rees Alex MacDowall Richie Stanaway          | Aston Martin 4.5 L V8          | M    | 151 | +25 kör            |
| 17.      | LMGTE Pro | 92 | Porsche Team Manthey      | Richard Lietz Frédéric Makowiecki                     | Porsche 911 RSR                | M    | 151 | +25 kör            |
| 17.      | LMGTE Pro | 92 | Porsche Team Manthey      | Richard Lietz Frédéric Makowiecki                     | Porsche 4.0 L Flat-6           | M    | 151 | +25 kör            |
| 18.      | LMGTE Pro | 91 | Porsche Team Manthey      | Kévin Estre Sven Müller                               | Porsche 911 RSR                | M    | 151 | +25 kör            |
| 18.      | LMGTE Pro | 91 | Porsche Team Manthey      | Kévin Estre Sven Müller                               | Porsche 4.0 L Flat-6           | M    | 151 | +25 kör            |
| 19.      | LMGTE Pro | 51 | AF Corse                  | Gianmaria Bruni Toni Vilander                         | Ferrari 458 Italia GT2         | M    | 151 | +25 kör            |
| 19.      | LMGTE Pro | 51 | AF Corse                  | Gianmaria Bruni Toni Vilander                         | Ferrari 4.5 L V8               | M    | 151 | +25 kör            |
| 20.      | LMGTE Pro | 97 | Aston Martin Racing       | Darren Turner Stefan Mücke Rob Bell                   | Aston Martin V8 Vantage GTE    | M    | 150 | +26 kör            |
| 20.      | LMGTE Pro | 97 | Aston Martin Racing       | Darren Turner Stefan Mücke Rob Bell                   | Aston Martin 4.5 L V8          | M    | 150 | +26 kör            |
| 21.      | LMGTE Pro | 95 | Aston Martin Racing       | Christoffer Nygaard Marco Sørensen                    | Aston Martin V8 Vantage GTE    | M    | 150 | +26 kör            |
| 21.      | LMGTE Pro | 95 | Aston Martin Racing       | Christoffer Nygaard Marco Sørensen                    | Aston Martin 4.5 L V8          | M    | 150 | +26 kör            |
| 22.      | LMGTE Pro | 71 | AF Corse                  | Davide Rigon James Calado                             | Ferrari 458 Italia GT2         | M    | 150 | +26 kör            |
| 22.      | LMGTE Pro | 71 | AF Corse                  | Davide Rigon James Calado                             | Ferrari 4.5 L V8               | M    | 150 | +26 kör            |
| 23.      | LMP2      | 31 | Extreme Speed Motorsports | Ed Brown Johannes van Overbeek Jon Fogarty            | Ligier JS P2                   | D    | 149 | +27 kör            |
| 23.      | LMP2      | 31 | Extreme Speed Motorsports | Ed Brown Johannes van Overbeek Jon Fogarty            | Honda HR28TT 2.8 L Turbo V6    | D    | 149 | +27 kör            |
| 24.      | LMGTE Am  | 98 | Aston Martin Racing       | Paul Dalla Lana Pedro Lamy Mathias Lauda              | Aston Martin V8 Vantage GTE    | M    | 148 | +28 kör            |
| 24.      | LMGTE Am  | 98 | Aston Martin Racing       | Paul Dalla Lana Pedro Lamy Mathias Lauda              | Aston Martin 4.5 L V8          | M    | 148 | +28 kör            |
| 25.      | LMGTE Am  | 83 | AF Corse                  | François Perrodo Emmanuel Collard Rui Águas           | Ferrari 458 Italia GT2         | M    | 148 | +28 kör            |
| 25.      | LMGTE Am  | 83 | AF Corse                  | François Perrodo Emmanuel Collard Rui Águas           | Ferrari 4.5 L V8               | M    | 148 | +28 kör            |
| 26.      | LMGTE Am  | 72 | SMP Racing                | Viktor Saitar Alekszej Baszov Andrea Bertolini        | Ferrari 458 Italia GT2         | M    | 147 | +29 kör            |
| 26.      | LMGTE Am  | 72 | SMP Racing                | Viktor Saitar Alekszej Baszov Andrea Bertolini        | Ferrari 4.5 L V8               | M    | 147 | +29 kör            |
| 27.      | LMGTE Am  | 88 | Abu Dhabi-Proton Racing   | Christian Ried Klaus Bachler Halid Alqubisi           | Porsche 911 RSR                | M    | 146 | +30 kör            |
| 27.      | LMGTE Am  | 88 | Abu Dhabi-Proton Racing   | Christian Ried Klaus Bachler Halid Alqubisi           | Porsche 4.0 L Flat-6           | M    | 146 | +30 kör            |
| 28.      | LMGTE Am  | 77 | Dempsey Racing-Proton     | Patrick Dempsey Patrick Long Marco Seefried           | Porsche 911 RSR                | M    | 145 | +31 kör            |
| 28.      | LMGTE Am  | 77 | Dempsey Racing-Proton     | Patrick Dempsey Patrick Long Marco Seefried           | Porsche 4.0 L Flat-6           | M    | 145 | +31 kör            |
| 29.      | LMGTE Am  | 96 | Aston Martin Racing       | Roald Goethe Stuart Hall Francesco Castellacci        | Aston Martin V8 Vantage GTE    | M    | 138 | +38 kör            |
| 29.      | LMGTE Am  | 96 | Aston Martin Racing       | Roald Goethe Stuart Hall Francesco Castellacci        | Aston Martin 4.5 L V8          | M    | 138 | +38 kör            |
| 30.      | LMP2      | 30 | Extreme Speed Motorsports | Scott Sharp Ryan Dalziel David Heinemeier Hansson     | Ligier JS P2                   | D    | 134 | +42 kör            |
| 30.      | LMP2      | 30 | Extreme Speed Motorsports | Scott Sharp Ryan Dalziel David Heinemeier Hansson     | Honda HR28TT 2.8 L Turbo V6    | D    | 134 | +42 kör            |
| 31.      | LMP2      | 26 | G-Drive Racing            | Roman Ruszinov Julien Canal Sam Bird                  | Ligier JS P2                   | D    | 124 | +52 kör            |
| 31.      | LMP2      | 26 | G-Drive Racing            | Roman Ruszinov Julien Canal Sam Bird                  | Nissan VK45DE 4.5 L V8         | D    | 124 | +52 kör            |
| Ki       | LMGTE Am  | 55 | AF Corse                  | Duncan Cameron Alex Mortimer Matt Griffin             | Ferrari 458 Italia GT2         | M    | 128 |                    |
| Ki       | LMGTE Am  | 55 | AF Corse                  | Duncan Cameron Alex Mortimer Matt Griffin             | Ferrari 4.5 L V8               | M    | 128 |                    |
| Ki       | LMGTE Am  | 50 | Larbre Compétition        | Gianluca Roda Paolo Ruberti Kristian Poulsen          | Chevrolet Corvette C7.R        | M    | 61  | baleseti sérülés   |
| Ki       | LMGTE Am  | 50 | Larbre Compétition        | Gianluca Roda Paolo Ruberti Kristian Poulsen          | Chevrolet 5.5 L V8             | M    | 61  | baleseti sérülés   |
| Ki       | LMP1      | 4  | Team ByKolles             | Simon Trummer Vitantonio Liuzzi Christian Klien       | CLM P1/01                      | M    | 46  |                    |
| Ki       | LMP1      | 4  | Team ByKolles             | Simon Trummer Vitantonio Liuzzi Christian Klien       | AER P60 Turbo V6               | M    | 46  |                    |

## A világbajnokság állása a versenyt követően
LMP1 (Teljes táblázat)
| H  | Versenyzők                                         | Pont | H  | Konstruktőrök | Pont |
| -- | -------------------------------------------------- | ---- | -- | ------------- | ---- |
| 1. | André Lotterer Marcel Fässler Benoît Tréluyer      | 50   | 1. | Audi          | 70   |
| 2. | Marc Lieb Romain Dumas Neel Jani                   | 36   | 2. | Porsche       | 53   |
| 3. | Alexander Wurz Stéphane Sarrazin Mike Conway       | 22   | 3. | Toyota        | 47   |
| 4. | Anthony Davidson Sébastien Buemi Nakadzsima Kazuki | 19   |    |               |      |
| 5. | Timo Bernhard Brendon Hartley Mark Webber          | 17   |    |               |      |

GT (Teljes táblázat)
| H  | Versenyzők                                   | Pont | H  | Konstruktőrök | Pont |
| -- | -------------------------------------------- | ---- | -- | ------------- | ---- |
| 1. | Gianmaria Bruni Toni Vilander                | 37   | 1. | Aston Martin  | 59   |
| 2. | Richard Lietz                                | 36   | 2. | Ferrari       | 58   |
| 3. | Fernando Rees Alex MacDowall Richie Stanaway | 34   | 3. | Porsche       | 57   |
| 4. | Frédéric Makowiecki                          | 24   |    |               |      |
| 5. | Davide Rigon James Calado                    | 21   |    |               |      |

LMP2 (Teljes táblázat)
| H  | Versenyzők                                   | Pont | H  | Konstruktőrök      | Pont |
| -- | -------------------------------------------- | ---- | -- | ------------------ | ---- |
| 1. | Gustavo Yacamán Ricardo González Pipo Derani | 44   | 1. | #28 G-Drive Racing | 44   |
| 2. | Roman Ruszinov Julien Canal Sam Bird         | 28   | 2. | #26 G-Drive Racing | 28   |
| 3. | Matthew Howson Richard Bradley               | 27   | 3. | KCMG               | 27   |
| 4. | Nick Leventis Jonny Kane Danny Watts         | 25   | 4. | Strakka Racing     | 25   |
| 5. | Oliver Webb Pierre Ragues Zoël Amberg        | 18   | 5. | Team SARD Morand   | 18   |

LMGTE Am (Teljes táblázat)
| H  | Versenyzők                                     | Pont | H  | Konstruktőrök           | Pont |
| -- | ---------------------------------------------- | ---- | -- | ----------------------- | ---- |
| 1. | Paul Dalla Lana Pedro Lamy Mathias Lauda       | 52   | 1. | #98 Aston Martin Racing | 52   |
| 2. | François Perrodo Emmanuel Collard Rui Águas    | 36   | 2. | AF Corse                | 36   |
| 3. | Viktor Saitar Alekszej Baszov Andrea Bertolini | 30   | 3. | SMP Racing              | 30   |
| 4. | Christian Ried Klaus Bachler Halid Alqubisi    | 22   | 4. | Abu Dhabi-Proton Racing | 22   |
| 5. | Roald Goethe Stuart Hall Francesco Castellacci | 20   | 5. | #96 Aston Martin Racing | 20   |